# Lumea pierdută: Jurassic Park
Lumea pierdută: Jurassic Park (cunoscut și ca Jurassic Park II: Lumea pierdută sau doar ca Jurassic Park II) este un film thriller/science fiction din 1997 regizat de Steven Spielberg. Filmul a fost produs de Bonnie Curtis, Kathleen Kennedy, Gerald R. Molen și Colin Wilson. Scenariul a fost scris de David Koepp, bazat pe romanul din 1995 Lumea pierdută scris de Michael Crichton. Filmul are în rolurile principale pe Jeff Goldblum, Julianne Moore, Pete Postlethwaite, Richard Schiff, Vince Vaughn, Arliss Howard, Thomas F. Duffy, Vanessa Lee Chester și Richard Attenborough.
Acțiunea filmului se petrece la patru ani după evenimentele din Jurassic Park. Pe o insulă părăsită, dinozaurii au supraviețuit în secret și le-a fost permis să trăiască liberi. În intervalul dintre cele două evenimente, John Hammond pierde controlul companiei sale, InGen, în favoarea nepotului său, Peter Ludlow. Ludlow asamblează o echipa cu scopul de a aduce animalele înapoi pe continent pentru a avea venituri și pentru a spăla reputația companiei. Hammond vede șansa de a-și repara greșelile din trecut și trimite o expediție condusă de Dr. Ian Malcolm pentru a ajunge pe insulă înainte de echipa InGen. Cele două grupuri se confruntă una cu cealaltă în fața pericolului extrem și trebuie să se unească pentru propria supraviețuire.
După lansarea cărții originale și succesului primului film, Crichton a fost asaltat nu doar de fani, ci și de către Spielberg însuși, pentru o continuare a romanului. După ce cartea a fost publicată în 1995, producția a început la continuarea filmului. Filmul a primit o acceptare de 51 % din partea criticilor pe Rotten Tomatoes și 60 din 100 pe Metacritic. Filmul a avut încasări de peste 618 milioane de dolari la nivel mondial, cu 300 de milioane mai puțin decât predecesorul său. Este cea mai recentă adaptare a unui roman scris de Crichton care să aibă succes la încasări. Filmul a fost nominalizat la a 70-a ediție a Premiilor Oscar pentru Cele mai bune efecte vizuale.

## Subiect
La patru ani după incidentul din Jurassic Park, John Hammond (Richard Attenborough) a pierdut conducerea companiei InGen în favoarea nepotului său, Peter Ludlow (Arliss Howard). Ian Malcolm (Jeff Goldblum) a publicat incidentul, dar lipsa de incredere i-au distrus reputația academică. Hammond îl cheamă pe Malcolm la el acasă unde îi spune despre Isla Sorna, cunoscut și ca "Situl B", unde dinozaurii erau clonați și crescuți câteva luni după care erau mutați pe Isla Nublar, locația parcului. Au fost abandonați în "Situl B" după un uragan. Hammond îi cere lui Malcolm să se alăture unei echipe care va merge la "Situl B" unde să îl oprească pe Ludlow în acțiunea sa de a exploata insula pentru InGen și să ajute să păstreze insula ca o rezervație naturală. Malcolm refuză inițial, dar acceptă după ce află că iubita sa, Sarah Harding (Julianne Moore), face parte din echipă și se află deja acolo, în vreme ce restul i se vor alătura după trei zile.
Malcolm se întâlnește cu cei din echipa sa: inginerul de vehicule Eddie Carr (Richard Schiff) și producătorul de documentare Nick Van Owen (Vince Vaughn). La puțin timp după ce ajung pe insulă o găsesc pe Sarah. Sarah încearcă să fotografieze un prim-plan cu un pui de stegosaurus. Părinții acestuia o atacă pe Sarah, protejându-și puiul. Sarah supraviețuiește, ascunzându-se într-un buștean. La tabăra, o descoperă pe Kelly (Vanessa Lee Chester), fiica lui Malcolm, care s-a ascuns în trailer. Malcom încearcă să o ducă pe Kelly acasă dar sunt întrerupți de sosirea echipei InGen condusă de Ludlow pe care îi observa fugărind și capturând câteva specii de dinozauri cum ar fi Parasaurolophus, Pachycephalosaurus, Gallimimus și Mamenchisaurus, identificați de paleontologul InGen, Dr. Robert Burke (Thomas F. Duffy). În acea noapte, Nick (care le dezvăluie că este membru Earth First) și Sarah se furișează în tabăra InGen pentru a elibera dinozaurii ceea ce iscă o mare agitație deoarece un Triceratops distruge tabăra InGen iar dinozaurii scapă, lăsându-l pe vânătorul InGen Roland Tembo (Pete Postlethwaite) să-l învinovățească pe secundul său, Dieter Stark (Peter Stormare), pentru eșec.
Roland dorește să captureze un Tyranosaurus adult ademenindu-l spre țipătele puiului său rănit. În timpul agitației create de evadarea dinozaurilor, Nick îl eliberează pe pui și îl duce la trailer pentru ca Sarah să se ocupe de piciorul său fracturat. Mai târziu, Eddie (în rol de observator), îl vede pe Tyranosaurus îndreptându-se spre trailer și se îndreaptă spre trailer pentru a salva grupul. Echipa dă puiul de Tyranosaurus părinților, dar câteva momente mai târziu aceștia aruncă jumătate din trailerul dublu într-o prapastie cu grupul înăuntru. Eddie leagă o funie de trailer și incearcă să îl tragă înapoi folosindu-se de unul dintre SUV-uri, dar este atacat și mâncat de Tyranosaurus. Trailerul cade în prăpastie și explodează dar grupul supraviețuiește prinzându-se de funie, urmând să fie salvați de echipa InGen. Cu mijloacele de comunicare distruse în timpul atacului, ambele grupuri se alătura pentru a ajunge la vechea stație radio a lui InGen. Stark moare când este separat de restul grupului și este devorat de o haită de Compsognathus.
Noaptea, Tyranosaurus ajunge la tabăra grupului. Își bagă capul în cortul lui Sarah și Kelly. Unul din membrii echipei îl vede pe Tyranosaurus și țipă, trezindu-i pe restul. În timp ce aceștia incearca să fugă cu dinozaurul pe urmele lor, Carter este strivit de acesta iar Dr. Burke este mâncat de dinozaur în timp ce Roland reușeste să îi tranchilizeze perechea. Restul echipei fuge prin iarba înaltă unde sunt atacați de o haită de Velociraptor, lăsând puțini supraviețuitori. Nick ajunge la bază, dar Malcolm, Sarah și Kelly sunt atacați de prădători și se ascund. Nick reușește să cheme ajutor după ce ajunge la stația radio. După o luptă cu prădătorii, se reunesc cu Nick și se urcă în elicopterul pe care Nick l-a chemat mai devreme. În timp ce zboară, îl văd pe Tyranosaurus în cușcă și pe Ludlow pregătindu-se să îl ducă pe continent. Totuși, Rowland renunță la postul său după ce prietenul său, Ajay, a fost ucis de prădători.
Când nava ce îl transportă pe dinozaur ajunge în San Diego, se izbește de doc. Ludlow și câteva gărzi inspectează puntea, găsind întreg echipajul mort. Un gardian deschide cala de mărfuri, crezând că sunt supraviețuitori dedesupt (în ciuda avertismentelor lui Malcolm), eliberând astfel dinozaurul, care scapă în cartier, apoi în oraș, provocând daune. Realizând că dinozaurul își caută puiul, Malcolm și Sarah îl intreabă pe Ludlow unde se află puiul. Le dezvăluie că se află ascuns în amfiteatrul Jurassic Park. Aceștia fug spre amfiteatru să elibereze puiul. Îl ademenesc pe adult cu puiul și se îndreaptă înapoi spre navă. Ludlow încearcă să intervină, dar este prins în cală unde este devorat de puiul de Tyranosaurus. Malcolm și Sarah reușesc să tranchilizeze adultul înainte ca acesta să scape din nou și îl inchid în cală. Dimineața următoare, Kelly urmărește știrile la televizor, unde vede nava îndreptându-se înapoi spre "Situl B", înconjurat de numeroase nave de escortă. Transmisia este întreruptă de un interviu cu John Hammond (reinstaurat în funcția de director InGen) care explică faptul că insula va fi lăsată ca o rezervație naturală pentru ca dinozaurii să trăiască fără intervenția umană și spune "Viața va găsi o cale" (Malcolm a folosit această replică în primul film).